# Johann Christian Fried
Johann Christian Fried (* 2. April 1819 in Stelzen; † 5. September 1861 ebenda) war ein deutscher Gutsbesitzer und Politiker.

## Leben
Fried war der Sohn des Johann Benjamin Friedrich Fried aus Stelzen und dessen Ehefrau Eva Maria Elisabeth geborene Seidel aus Stelzen. Fraaß war evangelisch-lutherischer Konfession. Er lebte als Gutsbesitzer und Bürgermeister in Stelzen.
Vom 28. April bis zum 20. Juni 1856 war er als Stellvertreter von Bernhard Jäger Mitglied im Landtag Reuß jüngerer Linie.